# Hass-Woche
Hass-Woche (englisch hate week) ist der Name einer Propagandaveranstaltung in George Orwells Roman Nineteen Eighty-Four. Zweck dieser Form der Hasspropaganda ist es, den Hass auf den politischen Gegner der Partei so weit wie möglich zu verstärken, unabhängig von der Frage, wer gerade der Gegner ist. Die Darstellung der Hass-Woche ist auch Teil der Romanverfilmung von 1984.

## Kontext
Während einer besonderen Hass-Woche wechselt der fiktive Staat Ozeanien seine Bündnispartner, bevor der Regierungssprecher seinen Satz zu Ende gesprochen hat.
Die Plakate gegen den bisherigen Feind wurden als Sabotage einer Hass-Woche Emmanuel Goldsteins und seiner Anhänger bezeichnet, von der Menge abgerissen und eilends durch neue Plakate gegen den neuen Feind ersetzt.
Damit wird deutlich gemacht, wie leicht es der Partei gelingt, die Gefühle ihrer Mitglieder zu steuern. Die Einfachheit der Manipulation wird auch durch die Namensähnlichkeit der Feindländer erleichtert (Ostasien und Eurasien).
Alle Bewohner von Ozeanien müssen, ähnlich wie im Zwei-Minuten-Hass-Ritual ihren Gefühlen Ausdruck geben, um damit zu zeigen, dass sie weiterhin auf der Seite des Großen Bruders stehen.
Die Hass-Woche wird im September abgehalten. Zur Veranstaltung gehören Wachsfiguren, Militärparaden, Reden und Vorträge. Neue Slogans werden kreiert und neue Lieder populär gemacht. Das Hauptlied der Hasswoche ist der hate song. Eine Einheit der „Abteilung für Fiktion“ war beauftragt Gräuelberichte zu fabrizieren, um die Bevölkerung Ozeaniens so weit aufzustacheln, dass sie, wenn sie die Möglichkeit gehabt hätten „ohne jeden Zweifel“ gefangene feindliche Soldaten „in Stücke gerissen hätten“.

## Rezeption
Das fiktive Konzept der Hass-Woche als Form der Hasspropaganda wurde oft zum Vergleich mit realen Versuchen herangezogen, den politischen Gegner zu dämonisieren.
Der Slawist John Rodden, der sich mit der Literatur der Sowjetunion befasste, stellte dar, dass Orwells Hass-Woche einige der späteren Veranstaltungen der Sowjetunion gegen die USA ähnelt.
Scott Boulding sah Ähnlichkeiten zu Stalins Versuchen, die Religion durch die Verehrung des Staates zu ersetzen.
Teilweise wurden auch amerikanische Darstellungen der Sowjetunion mit Orwell verglichen, darüber hinaus andere Kampagnen der Zeit des Kalten Krieges und danach gegen die jeweiligen wechselnden außenpolitischen Gegner.